# Haus Sommer (Berlin, Pariser Platz)

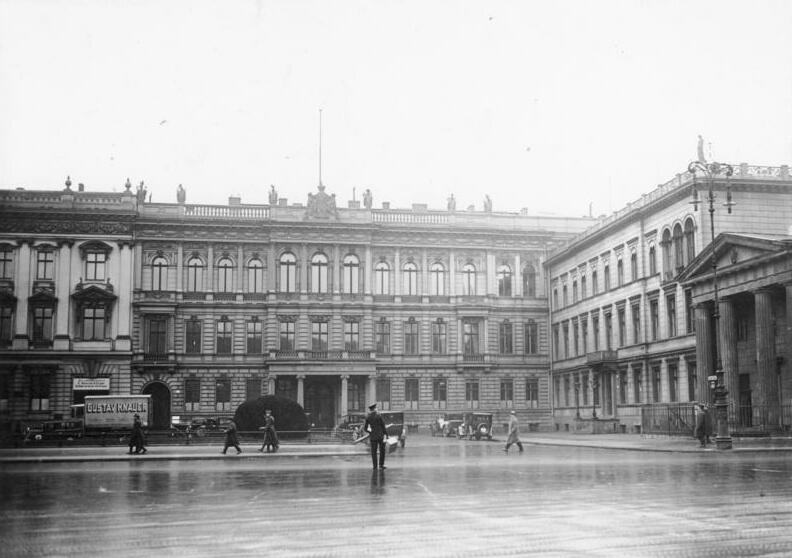
Palais Blücher und Haus Sommer, 1932

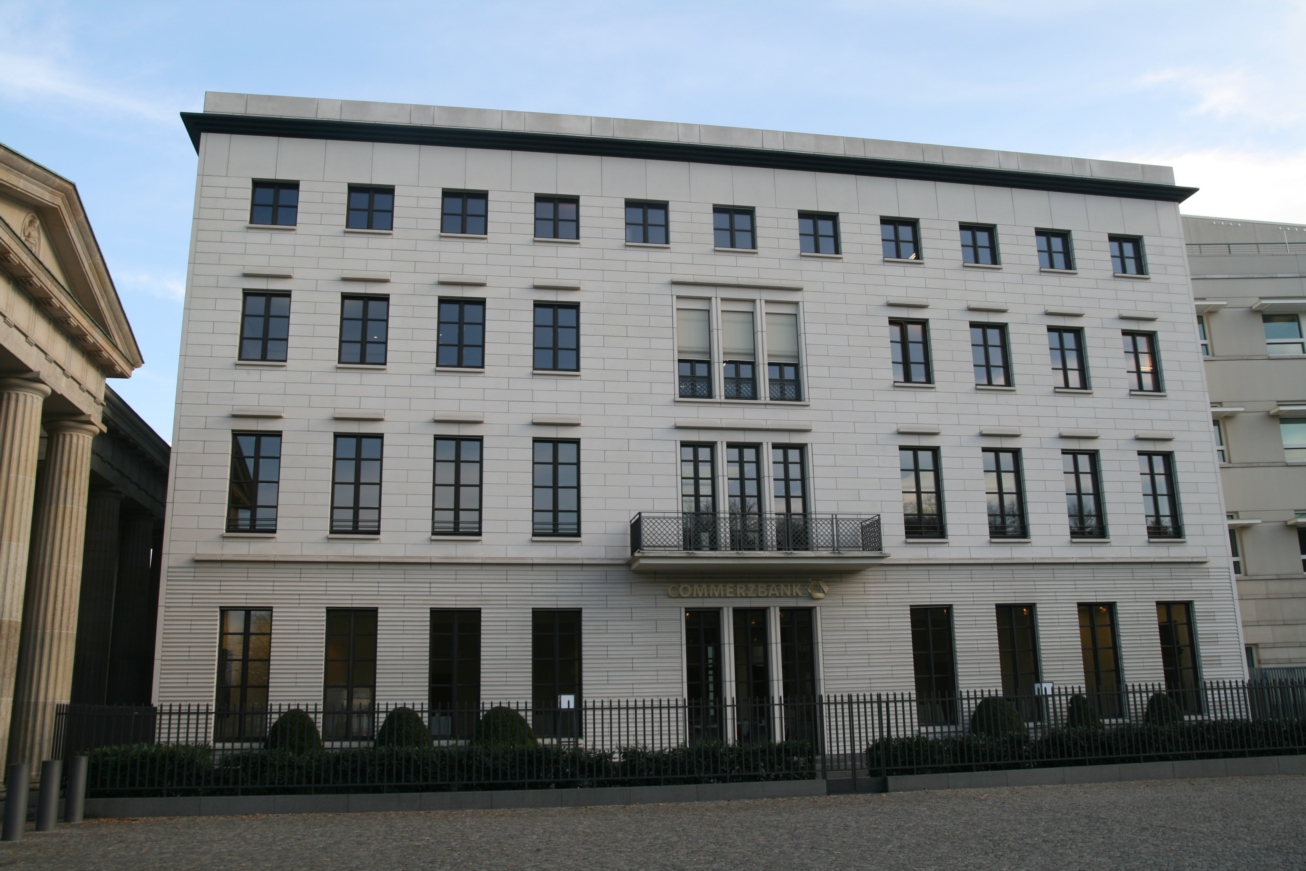
Haus Sommer am Pariser Platz (Rückseite Ebertstraße) in Berlin-Mitte

Das Haus Sommer am Pariser Platz 1 im Berliner Ortsteil Mitte, direkt neben dem Brandenburger Tor, ist ein Bürogebäude und wird heute von der Commerzbank genutzt.

## Geschichte
Das gegenwärtige Haus hatte zwei Vorgängerbauten. Das als Palais Wartensleben bezeichnete Haus entstand in den 1730er Jahren. König Friedrich Wilhelm I. hatte 1733 dem Generalfeldmarschall Alexander Hermann Graf von Wartensleben das Eckgrundstück links neben dem Brandenburger Tor geschenkt. Auf königliche Kosten wurde ein Barockpalais errichtet, vermutlich nach Plänen von Philipp Gerlach, das nach Fertigstellung 1737 durch Erbverschreibung an den Sohn des Generalfeldmarschalls, den Oberhofmeister Friedrich Ludwig Graf von Wartensleben (1707–1782) kam. 1750 gelangte das Palais in den Besitz des preußischen Staatsministers Carl Ludolph Freiherr von Danckelmann. Nach Teilung des Grundstücks im Jahr 1764 in die heutigen Nummern 1 und 2, blieb die Nr. 1 im Eigentum des Geheimen Legationsrats Friedrich Carl Nikolaus Freiherr von Danckelmann (1732–1792). 1787 kaufte der schottische Historien- und Porträtmaler Edward Francis Cunningham das Haus, er veräußerte es bereits 1791 an den Leutnant der Artillerie Johann Friedrich Gottlob von Stankar († 1826); es blieb bis 1847 im Besitz der Erben.
1847 erwarb Zimmermeister und Stadtrat Carl August Sommer das Gebäude, der bis 1849 von Friedrich August Stüler einen Neubau errichten ließ, für den sich die Bezeichnung Haus Sommer einbürgerte, obwohl Sommer selbst in seinem Haus Pariser Platz 6 wohnte. 1856 verkaufte er es an den Eisenbahndirektor a. D. Albert Wolfs (1811–1901). Dessen Erben verkauften es 1902 an den Kaufmann Gustav Sponholz. 1918 kaufte es die Privatbank Hugo Oppenheim & Sohn. 1936 erwarb es die Rheinische Hypothekenbank. Im Zweiten Weltkrieg wurde das Haus zerstört, die Trümmer nach Kriegsende beseitigt.
Nach der deutschen Wiedervereinigung 1990 ließ sich die Rheinische Hypothekenbank das Grundstück rückübertragen und von Josef Paul Kleihues zwischen 1996 und 1999 einen Neubau in Anlehnung an den historischen Vorgängerbau errichten. Beim Neubau wurden weitgehend die Maße und Fassadenaufteilung übernommen. Das Haus gehört seitdem der Commerzbank.